# О скитаньях вечных и о Земле
О скитаниях вечных и о земле (англ. Forever and the Earth) — рассказ Рея Брэдбери, впервые опубликованный весной 1950 года в журнале Planet Stories. Русский перевод впервые опубликован в 1969 году.

## Сюжет
Действие рассказа происходит в 2257 году. Семидесятилетний богач и посредственный писатель Генри Уильям Филд случайно находит книги совершенно забытого писателя Томаса Вулфа, поражённый богатством языка и образов которого, решает, что только ему подвластно точное описание мира будущего, эры межпланетных перелётов и покорения пространства. Он приглашает к себе знакомого профессора Боултона, изобретателя машины времени, и просит за любые деньги доставить умирающего от пневмонии в 1938 году Вульфа к нему. Доставленный в XXIII век, тот вначале воспринимает происходящее как видения горячечного предсмертного бреда и посмертный опыт. Однако лекарство будущего быстро останавливает болезнь, а Филд возвращает его в реальность и просит написать ещё один, последний роман, о путешествии на Марс. По истечении двух месяцев им придётся снова заразить Вульфа пневмонией, и он снова окажется на смертном одре, на этот раз уже окончательно.

## Экранизации
- Рассказ был экранизирован в СССР в 1981 году в серии телеспектаклей «Этот фантастический мир». Роль Томаса Вульфа исполнил Юрий Богатырёв, Генри Филда — Андрей Попов.

## Влияние
- Пауэр-метал группа ARDA выпустила альбом «О скитаниях вечных и о земле» в 2004 году.